# Thomas Elian
Thomas Elian (* 3. Dezember 1989 in Neunkirchen) ist ein österreichischer Politiker der Österreichischen Volkspartei (ÖVP). Seit dem 7. März 2025 ist er Abgeordneter zum Nationalrat.

## Leben

### Ausbildung und Beruf
Thomas Elian besuchte nach der Volksschule in Schwarzau am Steinfeld die Hauptschule in Pitten und die HTL Mödling, Abteilung Elektrotechnik mit Schwerpunkt Informationstechnik, wo er 2009 maturierte.
Seit 2010 ist er als IT-Systemtechniker bei der Constantia Patz tätig, 2020 wurde er Prokurist der Schwarzauer Kommunalimmobilienverwaltungsgesellschaft. Elian führt die Standesbezeichnung Ingenieur.

### Politik und Funktionen
Elian gehört seit 2010 dem Gemeinderat von Schwarzau am Steinfeld am, wo er 2015 Gemeindeparteiobmann wurde und seit 2020 als geschäftsführender Gemeinderat fungiert. 2021 wurde er Teilbezirksobmann Neunkirchen im Niederösterreichischen Arbeitnehmerinnen- und Arbeitnehmerbund (NÖAAB).
Bei der Nationalratswahl 2024 kandidierte er für die ÖVP Niederösterreich auf Platz fünf im Regionalwahlkreis Niederösterreich Süd. In der XXVIII. Gesetzgebungsperiode rückte er am 7. März 2025 als Abgeordneter zum Nationalrat für Christian Stocker nach, der Bundeskanzler der Bundesregierung Stocker wurde. Der vorgereihte Listendritte Lukas Kurz verzichtete auf das Mandat und trat aus der ÖVP aus.